# Te Deum
Te Deum (lat. za Tebe Boga), poznat i kao Tebe Boga hvalimo (lat. Te Deum laudamus), je svečana kršćanska molitva čije se autorstvo tradicijski pripisivalo Svetom Ambroziju, milanskomu biskupu iz IV. st., koji ju je izgleda uvrstio u službene liturgijske knjige Milana, kao tadašnje prijestolnice Rimskoga Carstva.
Danas se uglavnom autorstvo pripisuje Ambrozijevom suvremeniku, biskupu sv. Nicetasu, biskupu Remesiane na području današnjega juga Srbije.
Kao službena molitva zahvale, od tada do danas je u uporabi diljem kršćanskog svijeta, tako kod katolika, anglikanaca, pravoslavaca, luterana i inih. 
Tekst molitve na pjesnički način prati sadržaj apostolskoga vjerovanja. U Katoličkoj Crkvi moli se (najčešće pjeva) svakoga 31. prosinca u sklopu večernje molitve pred blagdan Sv. Marije Bogorodice 1. siječnja), na Duhove, Tijelovo te u drugim osobito svečanim prigodama. Tijekom stoljeća, mnogi su skladatelji uglazbili himan, među ostalima Verdi, Berlioz, Dvorák, Haydn, Mozart i Henry Purcell.